# Księga przyjaciół Natsume
Księga przyjaciół Natsume (jap. 夏目友人帳 Natsume yūjin-chō) – manga autorstwa Yuki Midorikawy. Od czerwca 2003 do kwietnia 2008 była wydawana w magazynie „LaLa DX”, natomiast od lipca 2007 ukazuje się w czasopisma „LaLa”.
Na podstawie mangi powstało 7 sezonów anime, emitowanych w latach 2008–2024. Produkcją pierwszych czterech serii zajęło się studio Brain’s Base, natomiast za kolejne odpowiadało studio Shuka.
W 2018 i 2021 roku zostały wydane także dwa filmy anime, zatytułowane odpowiednio: Gekijōban Natsume yūjin-chō: Utsusemi ni musubu oraz Natsume yūjin-chō: Ishi okoshi to ayashiki raihōsha.
Polski przekład mangi ukazuje się nakładem wydawnictwa Studio JG.

## Fabuła
Fabuła skupia się na losach osieroconego chłopca imieniem Takashi Natsume, który posiada umiejętność widzenia yōkai (ayakashi). Chłopak dziedziczy po babce Reiko „Księgę Przyjaciół” zawierającą imiona yōkai. Takashi korzystając z pomocy Mistrza Nyanko decyduje się zwrócić owe imiona. Nie jest to jednak łatwe, ponieważ nie wszystkie potwory mają pokojowe zamiary, a niektóre nawet pragną ukraść Księgę by wykorzystać ją do własnych celów.

## Bohaterowie
- Takashi Natsume (jap. 夏目 貴志 Natsume Takashi)

Seiyū: Hiroshi Kamiya, Ayumi Fujimura (dziecko) 
- Madara (jap. 斑) / Mistrz Nyanko (jap. ニャンコ先生 Nyanko-sensei)

Seiyū: Kazuhiko Inoue, Sanae Kobayashi (licealistka) 
- Reiko Natsume (jap. 夏目 レイコ Natsume Reiko)

Seiyū: Sanae Kobayashi 
- Kaname Tanuma (jap. 田沼 要 Tanuma Kaname)

Seiyū: Kazuma Horie 
- Toru Taki (jap. 多軌 透 Taki Tōru)

Seiyū: Rina Satō 
- Jun Sasada (jap. 笹田 純 Sasada Jun)

Seiyū: Miyuki Sawashiro 
- Shuichi Natori  (jap. 名取 周一 Natori Shūichi)

Seiyū: Akira Ishida, Fuyuka Ōura (dziecko) 
- Seiji Matoba (jap. 的場 静司 Matoba Seiji)

Seiyū: Jun’ichi Suwabe 
- Atsushi Kitamoto (jap. 北本 篤史 Kitamoto Atsushi)

Seiyū: Hisayoshi Suganuma 
- Satoru Nishimura (jap. 西村 悟 Nishimura Satoru)

Seiyū: Ryōhei Kimura 
- Toko Fujiwara (jap. 藤原 塔子 Fujiwara Tōko)

Seiyū: Miki Itō 
- Shigeru Fujiwara (jap. 藤原 滋 Fujiwara Shigeru)

Seiyū: Eiji Itō 
- Hinoe (jap. ヒノエ)

Seiyū: Akemi Okamura 
- Misuzu (jap. 三篠)

Seiyū: Takaya Kuroda 

## Manga
Manga początkowo była wydawana w magazynie „LaLa DX” wydawnictwa Hakusensha od 10 czerwca 2003 do 10 kwietnia 2008, natomiast od 24 lipca 2007 ukazuje się w siostrzanym magazynie „LaLa”. Pierwszy tankōbon został wydany 5 października 2005, według zaś stanu na 5 września 2024, do tej pory opublikowano 31 tomów.
W Polsce prawa do dystrybucji serii nabyło wydawnictwo Studio JG.
| Nr | Język japoński       | Język japoński         | Język polski      | Język polski           |
| Nr | Data wydania         | ISBN                   | Data wydania      | ISBN                   |
| -- | -------------------- | ---------------------- | ----------------- | ---------------------- |
| 1  | 5 października 2005  | ISBN 978-4-592-17158-4 | 28 września 2018  | ISBN 978-83-8001-352-0 |
| 2  | 5 sierpnia 2006      | ISBN 978-4-592-17159-1 | 20 listopada 2018 | ISBN 978-83-8001-370-4 |
| 3  | 5 lutego 2007        | ISBN 978-4-592-18446-1 | 14 lutego 2019    | ISBN 978-83-8001-391-9 |
| 4  | 4 sierpnia 2007      | ISBN 978-4-592-18447-8 | 27 marca 2019     | ISBN 978-83-8001-428-2 |
| 5  | 5 marca 2008         | ISBN 978-4-592-18448-5 | 29 maja 2019      | ISBN 978-83-8001-443-5 |
| 6  | 5 lipca 2008         | ISBN 978-4-592-18449-2 | 16 lipca 2017     | ISBN 978-83-8001-458-9 |
| 7  | 5 stycznia 2009      | ISBN 978-4-592-18667-0 | 19 września 2019  | ISBN 978-83-8001-482-4 |
| 8  | 3 lipca 2009         | ISBN 978-4-592-18668-7 | 8 listopada 2019  | ISBN 978-83-8001-504-3 |
| 9  | 4 stycznia 2010      | ISBN 978-4-592-18669-4 | 21 stycznia 2020  | ISBN 978-83-8001-530-2 |
| 10 | 5 lipca 2010         | ISBN 978-4-592-18670-0 | 18 marca 2020     | ISBN 978-83-8001-544-9 |
| 11 | 4 marca 2011         | ISBN 978-4-592-19361-6 | 4 czerwca 2020    | ISBN 978-83-8001-581-4 |
| 12 | 5 lipca 2011         | ISBN 978-4-592-19362-3 | 10 sierpnia 2020  | ISBN 978-83-8001-603-3 |
| 13 | 4 stycznia 2012      | ISBN 978-4-592-19363-0 | 30 września 2020  | ISBN 978-83-8001-620-0 |
| 14 | 5 lipca 2012         | ISBN 978-4-592-19364-7 | 17 grudnia 2020   | ISBN 978-83-8001-645-3 |
| 15 | 4 stycznia 2013      | ISBN 978-4-592-19365-4 | 28 lutego 2021    | ISBN 978-83-8001-671-2 |
| 16 | 5 lipca 2013         | ISBN 978-4-592-19366-1 | 7 maja 2021       | ISBN 978-83-8001-732-0 |
| 17 | 4 stycznia 2014      | ISBN 978-4-592-19367-8 | 30 czerwca 2021   | ISBN 978-83-8001-759-7 |
| 18 | 5 września 2014      | ISBN 978-4-592-19368-5 | 26 sierpnia 2021  | ISBN 978-83-8001-781-8 |
| 19 | 1 maja 2015          | ISBN 978-4-592-19369-2 | 3 grudnia 2021    | ISBN 978-83-8001-806-8 |
| 20 | 5 kwietnia 2016      | ISBN 978-4-592-19370-8 | 16 lutego 2022    | ISBN 978-83-8001-849-5 |
| 21 | 10 października 2016 | ISBN 978-4-592-19371-5 | 29 kwietnia 2022  | ISBN 978-83-8001-875-4 |
| 22 | 5 września 2017      | ISBN 978-4-592-19372-2 | 27 czerwca 2022   | ISBN 978-83-8001-932-4 |
| 23 | 5 września 2018      | ISBN 978-4-592-19373-9 | 5 sierpnia 2022   | ISBN 978-83-8001-963-8 |
| 24 | 2 maja 2019          | ISBN 978-4-592-19374-6 | 19 września 2022  | ISBN 978-83-8257-000-7 |
| 25 | 5 czerwca 2020       | ISBN 978-4-592-19375-3 | 22 listopada 2022 | ISBN 978-83-8257-030-4 |
| 26 | 4 stycznia 2021      | ISBN 978-4-592-19376-0 | 19 stycznia 2023  | ISBN 978-83-8257-053-3 |
| 27 | 3 września 2021      | ISBN 978-4-592-19377-7 | 27 marca 2023     | ISBN 978-83-8257-148-6 |
| 28 | 2 maja 2022          | ISBN 978-4-592-19378-4 | 10 lipca 2023     | ISBN 978-83-8257-186-8 |
| 29 | 4 stycznia 2023      | ISBN 978-4-592-19379-1 | 30 maja 2024      | ISBN 978-83-8257-242-1 |
| 30 | 5 września 2023      | ISBN 978-4-592-19380-7 | —                 |                        |
| 31 | 5 września 2024      | ISBN 978-4-592-22201-9 | —                 |                        |

## Anime
Manga została zaadaptowana na telewizyjny serial anime, wyreżyserowany przez Takahiro Omoriego i emitowany na antenie TV Tokyo. Pierwsze cztery sezony zanimowało studio Brain’s Base, natomiast od piątego sezonu za produkcję odpowiada studio Shuka. Pierwszy sezon, składający się z 13 odcinków, emitowano od 8 lipca do 30 września 2008; drugi sezon, Zoku Natsume yūjin-chō (jap. 続 夏目友人帳), również liczący 13 odcinków, był emitowany od 6 stycznia do 31 marca 2009; trzeci 13-odcinkowy sezon, Natsume yūjin-chō san (jap. 夏目友人帳 参), nadawano między 5 lipca a 27 września 2011; czwarty sezon, Natsume yūjin-chō shi (jap. 夏目友人帳 肆), także składający się z 13 odcinków, był emitowany między 3 stycznia a 27 marca 2012; piąty sezon, Natsume yūjin-chō go (jap. 夏目友人帳 伍), który liczył 11 odcinków, był nadawany od 5 października do 21 grudnia 2016; szósty sezon, Natsume yūjin-chō roku (jap. 夏目友人帳 陸), także z liczący 11 odcinków, był emitowany od 12 kwietnia do 21 czerwca 2017; siódmy sezon, Natsume yūjin-chō shichi (jap. 夏目友人帳 漆), nadawany był od 8 października do 24 grudnia 2024.

### Ścieżka dźwiękowa
| Seria          | Odcinki  | Tytuł                                                               | Wykonawca                          | Źródło |
| Czołówka       | Czołówka | Czołówka                                                            | Czołówka                           |        |
| -------------- | -------- | ------------------------------------------------------------------- | ---------------------------------- | ------ |
| 1              | 1–13     | „Issei no sei” (jap. 一斉の声)                                      | Shūhei Kita                        | [ 77 ] |
| 2              | 1–13     | „Ano hi Time Machine” (jap. あの日タイムマシン Ano hi taimu mashin) | Long Shot Party                    | [ 78 ] |
| 3              | 1–13     | „Boku ni dekiru koto” (jap. 僕にできること)                         | HOW MERRY MARRY                    | [ 79 ] |
| 4              | 1–13     | „Ima, kono toki” (jap. 今、このとき)                                | Hiiragi                            | [ 80 ] |
| 5              | 1–11     | „Takarabako” (jap. タカラバコ)                                      | Sasanomaly                         | [ 81 ] |
| 6              | 1–11     | „Floria” (jap. フローリア Furōria)                                  | Tomohisa Sako                      | [ 82 ] |
| 7              | 1–12     | „Alca”                                                              | Hinata Kashiwagi                   | [ 4 ]  |
| Napisy końcowe |          |                                                                     |                                    |        |
| 1              | 1–13     | „Natsu yūzora” (jap. 夏夕空)                                        | Kōsuke Atari                       | [ 77 ] |
| 2              | 1–13     | „Aishiteru” (jap. 愛してる)                                         | Callin                             | [ 78 ] |
| 3              | 1–13     | „Kimi no kakera” (jap. 君ノカケラ)                                  | Kousuke Atari feat. Emiri Miyamoto | [ 79 ] |
| 4              | 1–13     | „Takaramono” (jap. たからもの)                                      | Marina Kawano                      | [ 80 ] |
| 5              | 1–11     | „Akane sasu” (jap. 茜さす)                                          | Aimer                              | [ 81 ] |
| 6              | 1–11     | „Kimi no uta” (jap. きみのうた)                                     | Rei Yasuda                         | [ 82 ] |
| 7              | 1–12     | „Komari warai” (jap. こまりわらい)                                  | Toshiki Kondō                      | [ 4 ]  |

## Filmy kinowe
Film anime Gekijōban Natsume yūjin-chō: Utsusemi ni musubu ukazał się w japońskich kinach 29 września 2018. Za reżyserię odpowiadali Takahiro Ōmori i Hideki Itō, scenariusz napisał Sadayuki Murai, muzykę skomponował Makoto Yoshimori, natomiast animację wykonało studio Shuka.
Drugi film, zatytułowany Natsume yūjin-chō: Ishi okoshi to ayashiki raihōsha, został wydany 16 stycznia 2021. Za produkcję odpowiedzialna była ta sama ekipa, która pracowała nad poprzednim filmem.

## Nagrody
W 2008 roku manga była nominowana do nagrody Manga Taishō.